# Clotilde Marghieri
Clotilde Marghieri (Napoli, 17 gennaio 1897 – Roma, 5 ottobre 1981) è stata una scrittrice italiana.

## Biografia
Cugina del poeta Carlo Betocchi, ha collaborato con Il Mattino, Il Mondo, il Corriere della Sera, La Nazione e Il Gazzettino, ma ha esordito nella letteratura piuttosto tardi, nel 1960.
Nel 1974 ha vinto il Premio Viareggio con Amati enigmi, preceduto nel 1963 dal Premio Sebeto per Le educande di Poggio Gherardo, e dal Premio Villa San Giovanni ricevuto nel 1970 per Il segno sul braccio.
Dopo la morte della scrittrice, avvenuta nel 1981 all'età di 84 anni è stato pubblicato il suo carteggio con Bernard Berenson.

## Opere
- Lento cammino alle lettere, commedia inedita in tre atti, prefazione di Francesca Sanvitale, Circolo della stampa di Napoli; Caccia piccola; Roma, Biblioteca del Vascello, 1991
- Trilogia, prefazione di Natalino Sapegno, Milano, Rusconi, 1982
- Amati enigmi, Firenze, Vallecchi, 1974
- Le educande, Firenze, Vallecchi, 1972
- Il segno sul braccio, Firenze, Vallecchi, 1970
- Lento cammino alle lettere, Milano; Napoli, R. Ricciardi, 1964
- Le educande di Poggio Gherardo, Milano; Napoli, Ricciardi, 1963
- Napoli, cara sconcertante città, s.l., 1961
- Vita in villa, Milano; Napoli, R. Ricciardi, 1960